# Sztaricai járás

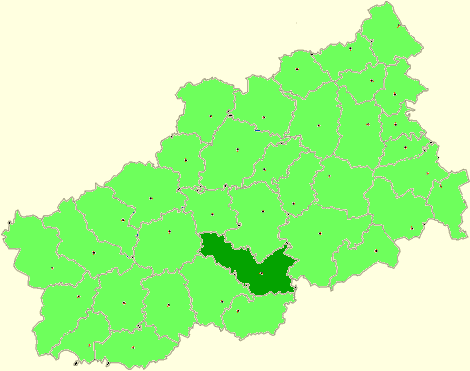
A Sztaricai járás a Tveri területen

A Sztaricai járás (oroszul Старицкий район) Oroszország egyik járása a Tveri területen. Székhelye Sztarica.

## Népesség
- 1989-ben 28 764 lakosa volt.
- 2002-ben 25 765 lakosa volt.
- 2010-ben 24 056 lakosa volt, melyből 20 789 orosz, 259 ukrán, 204 csecsen, 168 cigány, 104 fehérorosz, 108 tatár, 92 csuvas, 88 örmény, 63 dargin, 54 üzbég, 53 lezg, 51 grúz, 47 moldáv, 46 tadzsik, 28 német, 27 avar, 21 karjalai, 19 azeri, 19 oszét, 18 koreai, 17 tabaszaran, 15 mari, 12 baskír stb.